# Tojoszaki Aki
Tojoszaki Aki (豊崎 愛生; Hepburn: Aki Toyosaki; 1986. október 28. –) japán szeijú és énekesnő. Japánban a Tokusima prefektúra területén született. A szeijúi karrierjét 2007-ben kezdte, Amuro Ninagava hangja volt a Kenkó zenrakei szuieibu Umisóban, majd Szu a Shugo Chara!-ban. 2009-ben az ő hangján szólalt meg Nakamacsi Kana a Kameno-ban és Hiraszava Jui a K-On!-ban.
A zenészi pályafutása a K-On! endingjével és openingjével kezdődött 2009 áprilisában. Még ebben a hónapban másik három szeijúval összeállva a Spehere kiadta első kislemezét a Future Stream-et.

## Szeijúi pályafutása
Első jelentősebb szerepét 2007-ben kapta amikor ő lett Ninagava Amuro a Kenkó zenrakei szuieibu Umisó animében. Utána szerepelt a Minami-ke-ben (Josino) és a Shugo Chara!-ban (Szu) is. 2008-ban szerepet kapott a Minami-ke: Okavari-ban és a Shugo Chara!! Doki—-ban.
2009-ben az Akikan!-ban ő volt Tenkúdzsi Nadzsimi, majd a K-On!-ban Hiraszava Jui. Később ő lett Kodzsoi Besso a Hacukoi Limited-ben, majd Nakamicsi Kana a Kanamemo-ban. A Minami-ke: Okaeri-ben ismét ő lett Josino.
Az első színészi munkája a Shikoku Broadcasting csatorna Saturday Naiso!! (土曜はナイショ！！) műsorában volt 2003-tól 2004-ig. Ő és Takagaki Ajahi, Tomacu Haruka és Kotobuki Minako megalakították a Sphere nevű együttest. A Sphere 2009. április 20-án és július 27-én is benne volt az Anime Song Plus-ban (アニソンぷらす; Aniszon Puraszu; Hepburn: Anison Purasu). 2009 júliusában egy műsor narrátora is volt.

## Zenész pályafutása
Első fellépése Kitamura Erivel volt a Minami-ke Minami-ke Hidzsori (みなみけ　びより) CD-jén, amit 2008. április 23-án adtak ki. 2009-ben a K-On! openingjében a Cagajake! Girls-ben és az endingjében a Don't say 'lazy'-ben is énekelt Hikasza Jókóval, Szató Szatomival és Kotobuki Minakóval. Ezeket 2009. április 22-én adták ki. A Cagajake! Girls kislemezből 62 000 darabot adtak el megjelenése hetében ezzel negyedik lett az Oriconon. A 'Don't say 'lazy' kislemezből 67 000 darabot adtak el a megjelenése hetében ezzel második lett az Oriconon. Ez a két kislemez április 27-én és május 3-án visszaesett az Oriconon a hatodik és az ötödik helyre 19 963 és 22 094 eladott példánnyal.
2009-ben a Hacukoi Limited openingjét a Future Stream-et énekelte Takagaki Ajahi-val, Tomacu Haruka-val és Kotobuki Minako-val. Ők négyen megalapították a Sphere (スフィア; Hepburn: Szufia) nevű együttest. A Music Ray'n-el társultak. A Future Steam-et az együttes első kislemezét 2009. április 22-én adták ki. A K-On! endingjével megnyerte az Animation Kobe legjobb dal díját.
Tojoszaki, Hikasza, Szató és Kotobuki adta elő a K-On! egyik számát is a Fuva Fuva Time-ot. Ezt 2009. május 20-án adták ki kislemezként. 2009. június 7-én kiadtak egy másik K-On! kislemezt a Hiraszava Jui-t. A Sphere Június 15-21 között a harmadik volt az Oriconon 31 384 eladott darabbal. 2009. június 23-án a Don't say 'lazy' megnyerte az Animation Kobe legjobb dalnak járó díját.
Nem sokkal ez után Mizuhara Kaoru-val és Kugimija Rie-vel a Kanamemo openingjét énekelték. Ezt Heart Connected to You című kislemezen adták ki 2009. augusztus 5-én. 2009. július 25-én a Bineck „Blue Feather” című kislemezének reklámában is lehetett hallani a hangját. A Hacukoi Limited Character File Vol. 3 lemezben is amit 2009. július 23-án adtak ki lehetett hallani a hangját. Júliusban a Szora no Manimani openingjét a Sphere adta elő. Ezt a „Super Noisy Nova” kislemezen adták ki 2009. július 29-én.

## Filmográfia
2003
- Saturday Naiso!! - saját maga[12]

2007
- Kenkó zenrakei szuieibu Umisó - Ninagawa Amuro[2]
- Minami-ke - Josino[3]
- Shugo Chara! - Szu[4]

2008
- Bihada Icsizoku - Siratori Ai[28]
- Dolly☆Variety - Aoki Szora[29]
- Minami-ke: Okavari - Josino[5]
- Net Ghost PiPoPa - Sziren[30]
- Shugo Chara!! Doki— - Szu[6]

2009
- Akikan! - Tenkúdzsi Nadzsimi[7]
- Aoi Hana - Mogi Miva[31]
- Aszura Cryin' - Óhara An[32]
- Hacukoi Limited - Besso Kodzsoi[9]
- Kanamemo - Nakamacsi Kana[10]
- K-On! - Hiraszava Jui[8]
- Minami-ke: Okaeri - Josino[11]
- Ókami to kósinrjó II - Merta[33]
- Szeiken no Blacksmith - Lisa[34]
- Toaru kagaku no Railgun - Uiharu Kazari[35]
- Umi Monogatari ~Anata ga Ite Kureta Koto~ - Osima[36]
- Umineko no naku koro ni - Aszmodeusz[37]

2010
- Bungaku Sódzso: Takeda Csia[38][39]
- Icsiban Usiro no Daimaó: Soga Kena[40][41]
- Dzsunod: Mii[42]
- Maid Szama!: Szacuki-tencsó[43]
- Szeikon no Qwaser: Jamanobe Tomo[44]
- K-On!!: Hiraszava Jui[45]

## Diszkográfia
Eddig kilenc kislemezt adott ki:
- Cagajake! Girls (2009)[16]
- Don't say 'lazy' (2009)[16]
- Future Stream (2009)[19]
- Fuva Fuva Taimu (ふわふわ時間?) (2009)[16]
- Jui Hiraszawa (2009)[16]
- Super Noisy Nova (2009)[27]
- Kimi he to Cunagu Kokoro (君へとつなぐココロ?) (2009)[24]
- love your life (2009)[46]
- Kaze o Atsumete/Brave my heart (風をあつめて/Brave my heart?) (2009)[47]

Eddig két nagylemeze jelent meg:
- Hókago Tí Taimu (放課後ティータイム; Hepburn: Hōkago Tea Time?; Iskola Utáni Teaidő) (2009)[48][49]
- A.T.M.O.S.P.H.E.R.E (2009)[50]